# بیتسون ۲۴۳۴
سیارک ۲۴۳۴ (به انگلیسی: 2434 Bateson، نامگذاری:1981KA) دو هزار و چهارصد و سی و چهارمین سیارک کشف شده‌است که در ۲۷ مه ۱۹۸۱ کشف شد.
قدر مطلق سیارک برابر ۱۱٫۱۰ است.